# 스페이스 잼 (시리즈)

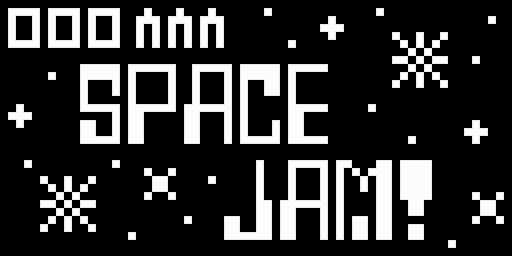

《스페이스 잼》는 워너 브라더스가 배급하고 워너 애니메이션 그룹이 제작한 애니메이션 미디어 프랜차이즈이다.

## 영화
- 《스페이스 잼》 (1996년)
- 《스페이스 잼: 새로운 시대》 (2021년)

## 사운드트랙
- 《스페이스 잼》 (1996년)
- 《스페이스 잼: 새로운 시대》 (2021년)